# Робоам
Робоам (на иврит: רְחַבְעָם) или Ровоам, Раваам е юдейски цар, син на Соломон и внук на Давид. Той е законен негов наследник, но си навлича гнева на народа, когато отказва да намали налозите, въведени от баща му. Народът възстава през 932/931 година и се отлъчва от него. Десетте северни племена основават ново Израилско царство и избират за цар Иеровоам I. Робоам остава цар на Юдея. Според Библията това е наказание за греховете на Соломон. Той има 18 жени и 60 наложници, от които му се раждат 28 сина и 60 дъщери.